# SD Gundam: G Generation DS
SD Gundam: G Generation DS est un jeu vidéo du type tactical RPG développé par Bandai et édité par Bandai en mai 2005 sur Nintendo DS. C'est une adaptation en jeu vidéo de la série basée sur l'anime Mobile Suit Gundam et notamment Super Deformed Gundam. Le jeu est considéré par la communauté comme la suite spirituelle du jeu SD Gundam: G Generation - Monoeye Gundams sorti en 2002 sur WonderSwan Color,,.